# عيسى عبيد (لاعب كرة قدم إماراتي)
عيسى عبيد (مواليد 10 أبريل 1984) لاعب كرة قدم إماراتي دولي سابق معتزل .
لعب سابقاً مع نادي الشباب وإنتقل إلى نادي حتا عام 2016 و لعب معهم موسمين وبعدها اعتزل اللعب .

## روابط خارجية
- عيسى عبيد على موقع Soccerway.com (الإنجليزية)